# Фессалоникийская митрополия
Фессалоники́йская митропо́лия (греч. Ιερά Μητρόπολις Θεσσαλονίκης, также Солу́нская митропо́лия) — одна из епархий Новых земель, находящаяся одновременно в административном управлении Элладской православной церкви, а в духовном — в ведении Константинопольского патриархата. В настоящее время юрисдикционно охватывает центральную часть города Салоники. Начиная с XIII века правящий архиерей титулуется в пределах своей митрополии как «Всесвятейший» (греч. Παναγιώτατος).

## История
История христианства в Фессалониках востходит к апостольским временам — здесь бывал апостол Павел; его спутники Аристарх и Секунд были уроженцами города (Деян 20, 4); сюда от Павла ушёл Димас (2 Тим 4, 10). Древнее предание, на которое ссылается Ориген, указывает первым Солунским епископом Гаия, крещеного апостолом Павлом (1 Кор 1, 14). Кафедра Фессалоник вошла в ведение Римского епископа, а епископ Фессалоник имел звание апостольского викария.
В 732 году императором Львом Исавром все епископские кафедры Иллирии, находившиеся до того в подчинение Римской церкви, были переподчинены Вселенскому патриарху Константинополя. 
По итогами Балканской войны 1912 года Салоники наряду с целым рядом исконно греческих земель вошли в состав Греческого королевства, при этом Элладская Церковь стала претендовать на возглавление епархий на новоприсоедиённых территориях. Патриарший акт 1928 года о «Новых Землях» управление Элладской церковью этими епархиями при сохранении юрисдикции Константинопольского Патриархата над епархиями «Новых земель».
После Малоазийской катастрофы в Грецию хлынули многочисленные беженцы из Турции. В Салониках беженцев было особенно много. Город стали назвать «матерью», или даже, как называют некоторые, «столицей беженцев».
Ввиду умножения населения и храмов в Салониках территория Солунской епархии сокращалась. 16 мая 1974 года из состава Солунской епархии были выделены Неапольская и Новокринская епархии.

## Архиереи
- Гаий (I в.)
- ап. Силуан (I в.)
- Николай I (упом. 160)
- Артемий (?)
- Александр I (305—335)
- Иоанн I (?)
- Аетий (342—347)
- Ириний (355)
- Павлин (?)
- Асхолий (379—383)
- Анисий (383 — ок. 406)
- Руф (407—434)
- Анастасий I (434—451)
- Авксифей/Евдоксий (451—458)
- Андрей (481—494)
- Дорофей I (494—520)
- Аристид (520—535)
- Илия (553)
- Фалалей (кон. VI в.)
- Феодосий I (585)
- Евсевий (585—603)
- Иоанн II (603—610)
- Плотин (616)
- Иоанн II, 2-й раз (617—626)
- Павел I (649)
- Иоанн III (680)
- Сергий (690)
- Константин I (?)
- Василий I (772)
- Феофил (? — 787)
- Фома (кон. VIII — нач. IX вв.)
- Иосиф I Студит (807—809)
- неизв. (809—811)
- Иосиф I Студит, 2-й раз (811—821)
- Лев Математик (839/840 — 843)
- Антоний (842/843 — 2 ноября 843)
- Василий II (843—865)
- Феодор (866—869)
- Павел II (880—882)
- Григорий I (882)
- Мефодий (889)
- Иоанн IV Фессалиец (892—904)
- Василий III (904 — ?)
- Анатолий (X в.)
- Исидор I (1016)
- Никита I (XI в.)
- Феофан I (1031—1038)
- Промифей (1038)
- неизв. (1063)
- Феодул (1086—1107)
- Константин II (1110)
- Михаил I Хумн (1122)
- Никита II (1133)
- Василий IV Охридский[7],[8] (1145—1168)
- Евстафий Катафлор (1175—1197/1198)
- Константин III Месопотамец (1198—1199)
- Хрисанф (1199—1202)
- Константин III Месопотамец, 2-й раз (1204—1223)
- Никита III (XIII в.)
- Иосиф II (1232—1235)
- Михаил II Палатан (1235)
- Мануил (1235—1261)
- Иоанникий Кидоний (1261)
- Димитрий (1282—1285)
- Игнатий I (1285 — ?)
- Иаков I (1299)
- Иеремия (1315—1322)
- Евфимиан (1322)
- Иоанн V Калека (1322—1334)
- Григорий II (1334)
- Глава (1339—1340)
- Макарий I (1342—1346)
- Григорий III Палама (1347 — 14 ноября 1359)
- Нил Кавасила (1361—1363)
- неизв. (1363—1371)
- Дорофей II (1371—1379)
- Исидор II Глава (1379—1393)
- Гавриил I (1393—1410)
- Симеон Мистагог (кон. 1416/нач. 1417 — сентябрь 1429)
- Григорий III (1430)
- неизв. (? — 1483)
- Нифонт (1483 — кон. 1486)
- Макарий II (1517—1536)
- Феона (упом. 1539)
- Феофан II (1544)
- Григорий-Давид (XVI в.)
- Иоасаф I (1560—1578)
- Митрофан (1585)
- Гавриил II (1594)
- Матфей I (1596)
- Иоасаф II (Аргиропул) (1596)
- Софроний I (1606)
- Зосима (1607)
- Парфений (1611)
- Афанасий I (Пателларий) (1631 — 25 марта 1634)
- Дамаскин I (1634—1636)
- Каллиник I (1636—1638)
- Афанасий I (Пателларий), 2-й раз (1638 — ?)
- Феоклит (1645—1651)
- Иоаким I (1651—1666)
- Дионисий (Вардалис) (1666—1671)
- Анастасий II (1671)
- Мелетий I (1672—1684)
- Мефодий (1687—1696)
- Игнатий II (1698—1712)
- Иаков II (1712)
- Игнатий II, 2-й раз (1723)
- Анания (1728)
- Иоаким II (1734—1744)
- Гавриил III (1745—1752)
- Спиридон (1760—1761)
- Неофит I (1767)
- Феодосий II (1767—1769)
- Дамаскин II (1769—1780)
- Иаков III (1780)
- Герасим (1788—1815)
- Сщмч. Иосиф III (1815—1821)
- Матфей II (1821—1824)
- Макарий III (1824—1830)
- Мелетий II Панкалос (1830—1841)
- Иероним (1841—1853)
- Каллиник II (Кипарисис) (1853—1858)
- Неофит II Византиос (26 января 1858—1874)
- Иоаким III (Деведзис) (1874—1878)
- Каллиник III (Фотиадис) (1878—1884)
- святитель Григорий IV (Каллидис) (1885—1889, память 29.6/12.7)[9]
- Софроний II (Христидис) (1889 — 4 июня 1893)
- Афанасий II (Мегаклис) (1893—1903)
- Александр II (Ригопулос) (18 октября 1903 — 25 ноября 1910)
- Иоаким IV (Сгурос) (1910—1912)
- Геннадий (Алексиадис) (22 мая 1912—17 марта 1951)
- Пантелеимон I (Папагеоргиу) (27 марта 1951 — 28 февраля 1968)
- Леонид (Параскевопулос) (24 марта 1968 — 13 июля 1974)
- Пантелеимон II (Хрисофакис) (13 июля 1974 — 9 июля 2003)
- Анфим (Руссас) (26 апреля 2004 — 13 сентября 2023)
- Филофей (Феохарис) (с 9 октября 2023)